# Tetraneutron
Tetraneutron – hipotetyczna cząstka złożona z czterech neutronów, podobna do cząstki alfa, ale pozbawiona ładunku.
Jak dotąd nie odkryto tetraneutronów i coraz więcej dowodów świadczy, że jednak nie istnieją.
Współczesne teorie fizyczne nie przewidują istnienia stanów związanych samych neutronów, gdyż energia wiązania między nimi jest zbyt mała. Jest ona jednak niemal równa tej potrzebnej do istnienia wiązania, więc być może istnieją zjawiska, które sprowadzą ją do wymaganego poziomu. To dlatego poszukiwanie cząstek złożonych z samych neutronów jest ważnym aspektem dzisiejszej fizyki.
Według doniesień prasowych ze stycznia 2016 roku, japońskim naukowcom z Uniwersytetu Tokijskiego udało się osiągnąć stan tetraneutronowy z użyciem cząstek niestabilnego izotopu Helu-8.